# 마쓰다이라 이에노부
마쓰다이라 이에노부(일본어: 松平家信, 1565년 ~ 1638년 2월 27일)는 센고쿠 시대의 무장이며, 에도 시대 전기의 다이묘이다. 가타노하라 마쓰다이라가 제6대 당주. 이에노부는 미카와 가타하라 번 번주, 셋쓰 다카쓰키 번 번주를 거쳐 시모사 사쿠라번의 초대 번주가 된다.
선대 당주인 마쓰다이라 이에타다의 장남(《이에타다 일기家忠日記》로 유명한 마쓰다이라 이에타다는 후코즈 마쓰다이라가 제4대 당주로, 동명이인)으로 태어났다. 정실은 마쓰다이라 야스타다의 딸이며, 후실로는 이시카와 야스마사(石川康正)의 딸과 오타 데루스케의 딸이 있다. 아들에는 차남 마쓰다이라 야스노부, 3남 마쓰다이라 시게노부(松平重信), 4남 마쓰다이라 우지노부(松平氏信), 5남 마쓰다이라 노부타다(松平信忠), 6남 마쓰다이라 노부마사(松平信昌) 등이 있으며, 딸로는 이시카와 마사시게(石川正重)의 처, 마쓰다이라 히로나가(松平広永)의 처, 마쓰다이라 야스**(松平康比)의 처, 구시게 다카토모(櫛笥隆朝)의 처, 와다 시게토미(和田重富)의 처, 이이 나오요시의 후처 등이 있다. 관위는 종4위하, 기이노카미(紀伊守), 통칭은 마타시치(又七)이며, 이에노부 외에 이에스케(家副)라는 이름도 있다.
일찍부터 도쿠가와 이에야스에게 사관하여, 1582년(덴쇼 10년) 오다 노부나가의 다케다씨 공격이 시작되자, 이에야스 군에 종군하여 공을 세웠다. 아버지 이에타다가 죽어서 가독을 이은 후 1584년(덴쇼 12년), 고마키·나가쿠테 전투에서는 사카이 다다쓰구에게 속하여 적장 노로 마고이치로(野呂孫一郎)를 격파하는 무공을 세웠다.
오다와라 정벌 후, 이에야스가 간토로 옮기자, 가즈사국 고이(지금의 지바현 이치하라시) 5천 석을 받았다. 1618년(겐나 4년), 옛 영지인 가타하라 번으로 돌아가 1만석을 영유하는 다이묘가 된다. 1619년(겐나 5년)에 셋쓰 국 다카쓰키 번으로 옮기고, 1635년(간에이 13년)에는 시모사 사쿠라로 옮겨서 4만석을 영유했다. 1638년(간에이 15년) 2월 27일에 74세로 죽고, 차남 야스노부가 뒤를 이었다.
묘소는 지바현 사쿠라시의 고추지(光忠寺)에 있으며, 법호는 上誉露雪.
| 전임 마쓰다이라 이에타다 | 제6대 가타노하라 마쓰다이라가 당주 1582년 ~ 1638년 | 후임 마쓰다이라 야스노부 |

|  | 가타하라 번 번주 (가타노하라 마쓰다이라가) 1618년 ~ 1619년 | 후임 폐번 |

| 전임 도키 요리유키 | 다카쓰키 번 번주 (가타노하라 마쓰다이라가) 1619년 ~ 1635년 | 후임 오카베 노부카쓰 |

| 전임 이시카와 다다후사 | 제1대 사쿠라번 번주 (가타노하라 마쓰다이라가) 1635년 ~ 1638년 | 후임 마쓰다이라 야스노부 |